# Evandra
Evandra är ett släkte av halvgräs. Evandra ingår i familjen halvgräs.
Kladogram enligt Catalogue of Life:
| Evandra | \| \| Evandra aristata \| \| \| \| \| \| Evandra pauciflora \| \| \| \| |
|         | \| \| Evandra aristata \| \| \| \| \| \| Evandra pauciflora \| \| \| \| |
|         | Evandra aristata                                                        |
|         |                                                                         |
|         | Evandra pauciflora                                                      |
|         |                                                                         |